# ジャン＝ダヴィッド・モルヴァン

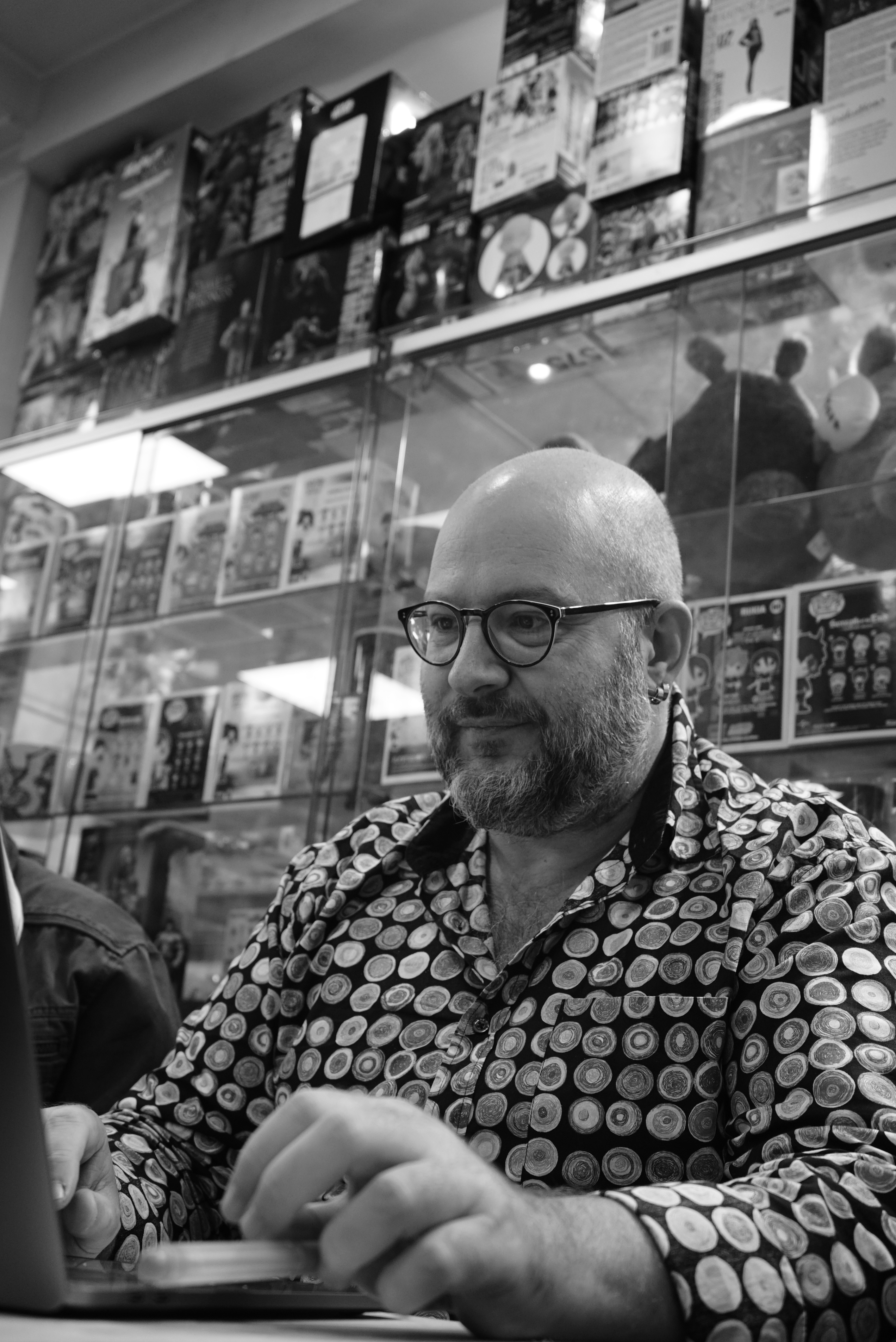
2017

ジャン・ダヴィッド・モルヴァン（Jean - David Morvan、男性、1969年11月28日 - ）は、フランスの漫画原作者、編集者、タレントスカウター。フランス・ランス出身。既婚(配偶者仏人)。代表作『シヤージュ』（Sillage）の原作者として知られる。愛称はジーディー（JD）。日本ではJ.D.モルヴァンと表記される事が多い。

## 略歴・人物
幼少期にテレビで放映されていた日本のアニメーションを見て漫画家を目指した事が業界に入る事になったきっかけ。1993年に初めてバンド・デシネを出版しデビュー、2002年、藤原カムイとメールでやりとりをする様になり、これをきっかけに日本でも漫画原作者として仕事をするようになる。
2010年より、自身の足で日本の書店を巡る、『ジーディーのにほんの書店100軒めぐり』を行う。
東日本大震災を、吉祥寺で経験。バンド・デシネ作家らとチャリティープロジェクト「TSUNAMI」を企画。チャリティー画集『Magnitude 9』を出版。加筆の上『マグニチュード・ゼロ』の邦題で、日本でも発売された。

## 受賞歴
- 1995年ケ・デ・ビュル フェスティバルベスト・ヤング・コミック・ライター賞
- 2006年アングレーム国際漫画祭青少年（9-12歳）部門賞『シヤージュ』8巻
- 2008年アングレーム国際漫画祭最優秀少年コミック賞『シヤージュ』10巻
- 2009年日本外務省主催 第3回国際漫画賞優秀賞『ZAYA』

その他ノミネートを含め多数。